# Beöthy Imre
Besenyői Beöthy Imre (1744 körül – 1830. január 26.) udvari tanácsos.
A Szent István-rend keresztese; Bihar megyében kezdett hivataloskodni, később itélőmester, altárnok és a 19. század elején a hétszemélyes tábla ülnöke lett. Egyetlen megjelent munkáját Pozsonyban adta ki:
Opus de coordinatione juridicorum dicasteriorum regni partimque eidem adnexarum. Posonii, 1826. (Korompai gr. Brunsvik Józseffel együtt.)